# ¿Qué caballos son aquellos que hacen sombra en el mar?
Que cavalos sao aqueles que fazem sombra no mar? (en español ¿Qué caballos son aquellos que hacen sombra en el mar?) es una novela de António Lobo Antunes publicada en 2009. Es uno de los libros más vendidos en Portugal en la actualidad.
Sobre este libro, Antunes ha dicho: «Este es un libro óptimo para dar un trabajo a los críticos. Yo quería escribir una novela a la manera clásica, que destruyese todas las novelas hechas de esta manera».

## Argumento
La obra dividida en siete actos, con un estilo torrencial y riguroso, investiga la sordidez humana a través de una familia formada por un padre ausente, una madre atormentada, sus seis hijos y la empleada del hogar.